# Miss Universo Vietnam 2022
Miss Universo Vietnam 2022 fue la 5.ª edición de Miss Universo Vietnam. Se llevó a cabo el 25 de junio de 2022 en el Centro de Convenciones y Exposiciones de Saigón, Distrito 7, Ciudad Ho Chi Minh, Vietnam. Esta fue también la última edición de Miss Universo Vietnam realizada por Công ty Cổ phần Hoàn vũ Sài Gòn (Unicorp) bajo el nombre de Hoa hậu Hoàn vũ Việt Nam, antes de que se le concediera a un nuevo titular la licencia nacional el año siguiente.
Al final de evento, Nguyễn Trần Khánh Vân coronó a Nguyễn Thị Ngọc Châu como su sucesora y representó a Vietnam en Miss Universo 2022.

## Resultados

### Posiciones
| Posición                   | Candidata |
| -------------------------- | --- |
| Miss Universo Vietnam 2022 | - Nguyễn Thị Ngọc Châu                                                                                                |
| Primera finalista          | - Lê Thảo Nhi |
| Segunda finalista          | - Huỳnh Phạm Thủy Tiên                                                                                                |
| Top 5                      | - Lê Hoàng Phương - Nguyễn Thị Hương Ly                                                                               |
| Top 10                     | - Bùi Quỳnh Hoa - Đặng Thu Huyền - Nguyễn Thị Thanh Khoa - Ngô Bảo Ngọc - Vũ Thúy Quỳnh                               |
| Top 16                     | - Bùi Lý Thiên Hương - Nguyễn Thị Lệ Nam - Trần Tuyết Như - Hoàng Thị Nhung - Nguyễn Thị Oanh - Phạm Hoàng Thu Uyên § |

§ - Votada en el Top 16 por los espectadores.

### Premios especiales
| Premio                    | Candidata                |
| ------------------------- | ------------------------ |
| Mejor en Traje Nacional   | - Nguyễn Võ Ngọc Anh     |
| Mejor Introducción        | - Nguyễn Thị Hương Ly    |
| Mejor Rostro              | - Nguyễn Thị Lệ Nam      |
| Mejor Pasarela            | - Lê Hoàng Phương        |
| Mejor Entrevista          | - Nguyễn Thị Thanh Khoa  |
| Mejor Habilidad en Inglés | - Lê Thảo Nhi            |
| People's Choice           | - Phạm Hoàng Thu Uyên    |
| Miss Simpatía             | - Hoàng Như Mỹ           |
| Miss Talento              | - Bùi Thị Thanh Thủy     |
| Miss Ao Dai               | - Đặng Hoàng Tâm Như     |
| Miss Playa                | - Ngô Bảo Ngọc           |
| Miss Fotogénica           | - Vũ Thúy Quỳnh          |
| Miss Deporte              | - Nguyễn Thị Oanh        |
| Miss Medios               | - Bùi Thị Linh Chi       |
| Miss Valentía             | - Nguyễn Thị Phương Thảo |
| Miss Moda                 | - Nguyễn Thị Hương Ly    |
| Miss TikTok               | - Nguyễn Thị Hương Ly    |

#### Miss Playa
| Posición | Candidata                                                                                   |
| -------- | ------------------------------------------------------------------------------------------- |
| Ganadora | - 113 - Ngô Bảo Ngọc                                                                        |
| Top 5    | - 202 - Đặng Thu Huyền - 316 - Lê Hoàng Phương - 328 - Trần Tuyết Như - 606 - Vũ Thúy Quỳnh |

#### Miss Valentía
| Posición | Candidata                                                                                             |
| -------- | --- |
| Ganadora | - 686 - Nguyễn Thị Phương Thảo                                                                        |
| Top 4    | - 245 - Huỳnh Phạm Thủy Tiên - 314 - Nguyễn Thị Ngọc Châu - 337 - Nguyễn Thị Lệ Nam                   |
| Top 8    | - 113 - Ngô Bảo Ngọc - 116 - Lê Thị Kiều Nhung - 224 - Bùi Quỳnh Hoa - 311 - Lê Thảo Nhi              |
| Top 12   | - 141 - Nguyễn Thị Thu Hiền - 209 - Lê Phan Hạnh Nguyên - 315 - Bùi Lý Thiên Hương - 325 - Đỗ Nhật Hà |

#### Mejor Talento
| Posición | Candidata |
| -------- | --- |
| Ganadora | - 119 - Bùi Thị Thanh Thủy |
| Top 10   | - 141 - Nguyễn Thị Thu Hiền - 148 - Nguyễn Thị Hồng Ngọc - 224 - Bùi Quỳnh Hoa - 239 - Nguyễn Võ Ngọc Anh - 314 - Nguyễn Thị Ngọc Châu - 334 - Trần Đình Thạch Thảo - 345 - Nguyễn Thị Oanh - 686 - Nguyễn Thị Phương Thảo - 770 - Phan Ngọc Ngân |

#### Mejor Rostro
| Posición | Candidata |
| -------- | --- |
| Ganadora | - 337 - Nguyễn Thị Lệ Nam |
| Top 10   | - 113 - Ngô Bảo Ngọc - 208 - Phạm Diệu Linh - 245 - Huỳnh Phạm Thủy Tiên - 311 - Lê Thảo Nhi - 314 - Nguyễn Thị Ngọc Châu - 315 - Bùi Lý Thiên Hương - 316 - Lê Hoàng Phương - 328 - Trần Tuyết Như - 343 - Nguyễn Thị Hương Ly                          |
| Top 20   | - 224 - Bùi Quỳnh Hoa - 239 - Nguyễn Võ Ngọc Anh - 248 - Bùi Thị Linh Chi - 325 - Đỗ Nhật Hà - 333 - Vũ Quỳnh Trang - 334 - Trần Đình Thạch Thảo - 601 - Phạm Hoàng Thu Uyên - 606 - Vũ Thúy Quỳnh - 686 - Nguyễn Thị Phương Thảo - 770 - Phan Ngọc Ngân |

#### Mejor en Traje Nacional
| Posición          | Candidata |
| ----------------- | --- |
| Ganadora          | - 239 - Nguyễn Võ Ngọc Anh |
| Primera finalista | - 307 - Nguyễn Thị Thanh Khoa |
| Segunda finalista | - 316 - Lê Hoàng Phương |
| Top 10            | - 208 - Phạm Diệu Linh - 224 - Bùi Quỳnh Hoa - 238 - Đinh Y Quyên - 245 - Huỳnh Phạm Thủy Tiên - 314 - Nguyễn Thị Ngọc Châu - 326 - Đặng Hoàng Tâm Như - 606 - Vũ Thúy Quỳnh |

#### Mejor Pasarela
| Posición | Candidata |
| -------- | --- |
| Ganadora | - 316 - Lê Hoàng Phương |
| Top 10   | - 113 - Ngô Bảo Ngọc - 114 - Hoàng Thị Nhung - 116 - Lê Thị Kiều Nhung - 224 - Bùi Quỳnh Hoa - 245 - Huỳnh Phạm Thủy Tiên - 307 - Nguyễn Thị Thanh Khoa - 314 - Nguyễn Thị Ngọc Châu - 328 - Trần Tuyết Như - 343 - Nguyễn Thị Hương Ly                                                                  |
| Top 22   | - 248 - Bùi Thị Linh Chi - 305 - Đỗ Trịnh Quỳnh Như - 311 - Lê Thảo Nhi - 315 - Bùi Lý Thiên Hương - 325 - Đỗ Nhật Hà - 326 - Đặng Hoàng Tâm Như - 333 - Vũ Quỳnh Trang - 334 - Trần Đình Thạch Thảo - 337 - Nguyễn Thị Lệ Nam - 345 - Nguyễn Thị Oanh - 601 - Phạm Hoàng Thu Uyên - 606 - Vũ Thúy Quỳnh |

#### Mejor Introducción
| Posición | Candidata |
| -------- | --- |
| Ganadora | - 343 - Nguyễn Thị Hương Ly |
| Top 10   | - 245 - Huỳnh Phạm Thủy Tiên - 305 - Đỗ Trịnh Quỳnh Như - 311 - Lê Thảo Nhi - 314 - Nguyễn Thị Ngọc Châu - 316 - Lê Hoàng Phương - 320 - Hoàng Như Mỹ - 328 - Trần Tuyết Như - 337 - Nguyễn Thị Lệ Nam - 601 - Phạm Hoàng Thu Uyên |

#### Mejor Entrevista
| Posición | Candidata |
| -------- | --- |
| Ganadora | - 307 - Nguyễn Thị Thanh Khoa |
| Top 11   | - 224 - Bùi Quỳnh Hoa - 245 - Huỳnh Phạm Thủy Tiên - 311 - Lê Thảo Nhi - 316 - Lê Hoàng Phương - 314 - Nguyễn Thị Ngọc Châu - 325 - Đỗ Nhật Hà - 328 - Trần Tuyết Như - 337 - Nguyễn Thị Lệ Nam - 343 - Nguyễn Thị Hương Ly - 686 - Nguyễn Thị Phương Thảo |

#### Mejor Cuerpo
| Posición | Candidata |
| -------- | --- |
| Ganadora | - 314 - Nguyễn Thị Ngọc Châu |
| Top 10   | - 141 – Nguyễn Thị Thu Hiền - 224 - Bùi Quỳnh Hoa - 311 - Lê Thảo Nhi - 315 - Bùi Lý Thiên Hương - 325 - Đỗ Nhật Hà - 326 - Đặng Hoàng Tâm Như - 328 - Trần Tuyết Như - 343 - Nguyễn Thị Hương Ly - 770 - Phan Ngọc Ngân |

#### Mejor Habilidad en Inglés
| Posición | Candidata |
| -------- | --- |
| Ganadora | - 311 - Lê Thảo Nhi |
| Top 10   | - 113 - Ngô Bảo Ngọc - 200 - Nguyễn Anh Khuê - 245 - Huỳnh Phạm Thủy Tiên - 307 - Nguyễn Thị Thanh Khoa - 314 - Nguyễn Thị Ngọc Châu - 316 - Lê Hoàng Phương - 328 - Trần Tuyết Như - 343 - Nguyễn Thị Hương Ly - 345 - Nguyễn Thị Oanh |

#### Miss TikTok
| Posición | Candidata |
| -------- | --- |
| Ganadora | - 343 - Nguyễn Thị Hương Ly |
| Top 12   | - 113 - Ngô Bảo Ngọc - 116 - Lê Thị Kiều Nhung - 224 - Bùi Quỳnh Hoa - 233 - Cao Thị Ngọc Bích - 311 - Lê Thảo Nhi - 314 - Nguyễn Thị Ngọc Châu - 316 - Lê Hoàng Phương - 325 - Đỗ Nhật Hà - 337 - Nguyễn Thị Lệ Nam - 343 - Nguyễn Thị Hương Ly - 606 - Vũ Thúy Quỳnh - 770 - Phan Ngọc Ngân |

## Formato
En 2022, Miss Universo Vietnam anunció el cambio de algunas partes del formato, entre ellas:
- El número de candidatas que participan en la ronda final es solo de 40 en lugar de 45 como en años anteriores.
- El límite de edad de los candidatas se eleva de 26 a 28 años.
- Habrá el Top 16 en lugar de 15 como en años anteriores (se agregará una candidata según los votos de la audiencia)
- Habrá competencia de trajes nacionales acompañado de la temporada del MUVN para conocer el mejor traje nacional para ser compañero de viaje de la ganadora en Miss Universo 2022
- Un evento sin precedentes, cada juez tendrá un «boleto dorado», que se puede dar a cualquier candidata que dé una buena impresión a los jueces, y esa afortunada tendrá el privilegio especial de ingresar directamente a las semifinales del Top 71.
- Después de cada emisión del programa I Am Miss Universe Vietnam 2022, se eliminarán cinco candidatas (a excepción del episodio 2, solo se eliminarán tres candidats ) y entrarán directamente 33 candidatas. En la conferencia de prensa de los 40 mejores concursantes, se entregarán siete «boletos de plata» a los concursantes que fueron eliminados en las semifinales del Top 71.

En un movimiento sin precedentes, el concursante Đỗ Nhật Hà recibió un «boleto dorado» honorífico y entró en las semifinales del Top 71, convirtiéndose en la primera mujer transgénero en competir en Miss Universo Vietnam.

## Candidatas

### Top 41 final
| Candidata              | Edad | N.º | Altura | Ciudad natal       | Posición alcanzada         | Notas |
| ---------------------- | ---- | --- | ------ | ------------------ | -------------------------- | --- |
| Ngô Bảo Ngọc           | 27   | 113 | 1,74 m | Ciudad Ho Chi Minh | Top 10                     | Top 5 de Miss Cosmo Vietnam 2023 |
| Hoàng Thị Nhung        | 26   | 114 | 1,79 m | Hanói              | Top 16                     | Primera finalista de Miss Cosmo Vietnam 2023 |
| Lê Thị Kiều Nhung      | 24   | 116 | 1,81 m | Trà Vinh           |                            | Top 45 de Miss Universo Vietnam 2017 Ganadora de Miss Región Sur de Vietnam 2022 |
| Bùi Thị Thanh Thủy     | 25   | 119 | 1,68 m | Phú Yên            |                            | Top 15 de Miss Grand Vietnam 2023 Top 16 de Miss Cosmo Vietnam 2023 |
| Vũ Mỹ Ngân             | 23   | 136 | 1,81 m | Quảng Ninh         |                            | Top 40 de Miss Vietnam 2020 |
| Nguyễn Thị Thu Hiền    | 27   | 141 | 1,70 m | Đắk Lắk            |                            | Top 10 en la 1.ª temporada de The Face Vietnam Top 30 de Supermodelo Vietnamita 2018 Top 25 de Miss Mundo Vietnam 2019 Top 54 de Miss Asia Pacífico Internacional 2019 |
| Nguyễn Thị Hồng Ngọc   | 24   | 148 | 1,67 m | Hải Dương          |                            | |
| Nguyễn Anh Khuê        | 20   | 200 | 1,75 m | Hanói              |                            | |
| Đặng Thu Huyền         | 20   | 202 | 1,76 m | Hanói              | Top 10                     | |
| Phạm Diệu Linh         | 24   | 208 | 1,68 m | Vĩnh Phúc          |                            | |
| Nguyễn Thị Quỳnh Anh   | 26   | 203 | 1,68 m | Thái Bình          |                            | |
| Lê Phan Hạnh Nguyên    | 25   | 209 | 1,72 m | Đồng Tháp          |                            | Top 10 de Miss Turismo Vietnam 2022 |
| Bùi Quỳnh Hoa          | 24   | 224 | 1,75 m | Hanói              | Top 10                     | Top 45 de Miss Universo Vietnam 2017 Ganadora de Miss Ao Dai Vietnam Mundo 2017 Ganadora de Supermodelo Vietnamita 2018 Ganadora de Supermodelo Internacional 2022 Ganadora de Miss Universo Vietnam 2023                                                                                             |
| Cao Thị Ngọc Bích      | 23   | 233 | 1,75 m | Hưng Yên           |                            | Top 10 de Miss Charm Vietnam 2023 Top 11 de Miss Tierra Vietnam 2023 |
| Đinh Y Quyên           | 25   | 238 | 1,72 m | Gia Lai            |                            | |
| Nguyễn Võ Ngọc Anh     | 19   | 239 | 1,70 m | Ciudad Ho Chi Minh |                            | |
| Huỳnh Phạm Thủy Tiên   | 24   | 245 | 1,72 m | Đồng Tháp          | Segunda finalista          | Top 10 de Miss Vietnam 2018 |
| Bùi Thị Linh Chi       | 26   | 248 | 1,69 m | Hanói              |                            | Top 6 en la 3.ª temporada de The Face Vietnam |
| Đỗ Trịnh Quỳnh Như     | 25   | 305 | 1,74 m | Ciudad Ho Chi Minh |                            | Top 10 de Miss Mundo Vietnam 2016 Ganadora de Modelo Fitness de Vietnam 2017 Top 15 de Miss Modelo del Mundo 2017 Top 15 de Miss Supranacional Vietnam 2018 Top 15 de Miss Grand Vietnam 2022 |
| Nguyễn Thị Thanh Khoa  | 28   | 307 | 1,77 m | Ciudad Ho Chi Minh | Top 10                     | Top 10 de Miss Mundo Vietnam 2016 Top 15 de Miss Mundo Vietnam 2019 Ganadora de World Miss University 2019 |
| Lý Tú Chi              | 23   | 308 | 1,70 m | Bình Phước         |                            | |
| Lê Thảo Nhi            | 28   | 311 | 1,68m  | Ulm (Alemania)     | Primera finalista          | Top 100 (67.º lugar) Rostros más bellas de 2021 por TC Candler |
| Nguyễn Thị Ngọc Châu   | 27   | 314 | 1,74 m | Tây Ninh           | Miss Universo Vietnam 2022 | Ganadora del 7.º ciclo de Vietnam's Next Top Model Ganadora de Miss Supranacional Vietnam 2018 Top 10 de Miss Supranacional 2019 |
| Bùi Lý Thiên Hương     | 26   | 315 | 1,73 m | An Giang           | Top 16                     | Top 45 de Miss Universo Vietnam 2017 Ganadora de Miss Vietnam Mundo Global 2018 Top 15 de Miss Supranacional Vietnam 2018 Top 10 de Miss Grand Vietnam 2022 Top 9 de The New Mentor 2023 |
| Lê Hoàng Phương        | 27   | 316 | 1,76 m | Khánh Hòa          | Top 5                      | Top 10 de Miss Universo Vietnam 2019 Ganadora de Miss Grand Vietnam 2023 Cuarta finalista de Miss Grand Internacional 2023 |
| Hoàng Như Mỹ           | 25   | 320 | 1,65 m | Lâm Đồng           |                            | Top 8 en la 3.ª temporada de The Face Vietnam |
| Lê Thị Tường Vy        | 21   | 323 | 1,76 m | Quảng Ngãi         |                            | Ganadora de Vietnam Miss University 2020 Top 10 de Miss Vietnam 2020 |
| Đỗ Nhật Hà             | 26   | 325 | 1,75 m | Ho Chi Minh City   |                            | Ganadora de Miss International Queen Vietnam 2018 Top 6 de Miss International Queen 2019 Primera abiertamente mujer transgénero en competir en Miss Universo Vietnam |
| Đặng Hoàng Tâm Như     | 23   | 326 | 1,75 m | Thừa Thiên Huế     |                            | Cuarta finalista de Miss Grand Vietnam 2023 |
| Trần Tuyết Như         | 27   | 328 | 1,70 m | Thái Bình          | Top 16                     | Primera finalista de Miss China-Asean Etiquette 2017 Top 11 en la 3.ª temporada de The Face Vietnam Segunda finalista de Miss Grand Vietnam 2022 |
| Vũ Quỳnh Trang         | 25   | 333 | 1,71 m | Nam Định           |                            | Top 10 de Miss Universo Vietnam 2019 Top 15 de Miss Vietnam 2020 |
| Trần Đình Thạch Thảo   | 25   | 334 | 1,75 m | Bình Thuận         |                            | Segunda finalista de Miss Vietnam Fotogénica 2017 Top 10 de Miss Mundo Vietnam 2019 |
| Nguyễn Thị Lệ Nam      | 26   | 337 | 1,75 m | Tiền Giang         | Top 16                     | Ganadora de Modelo de Moda de Vietnam 2018 Top 9 en la 3.ª temporada de The Face Vietnam Top 10 de Miss Universo Vietnam 2023 Hermana gemela mayor de Miss Delta del Mekong 2015 Nguyễn Thị Lệ Nam Em (Nam Em también se ubicó en el Top 10 en Miss Universo Vietnam 2015 y Miss Mundo Vietnam 2022.) |
| Nguyễn Thị Hương Ly    | 27   | 343 | 1,76 m | Gia Lai            | Top 5                      | Ganadora del 6.º de Vietnam's Next Top Model Top 5 de Miss Universo Vietnam 2019 Primera finalista de Miss Universo Vietnam 2023 |
| Nguyễn Thị Oanh        | 26   | 345 | 1,83 m | Quảng Ninh         | Top 16                     | Ganadora del 5.º ciclo de Vietnam's Next Top Model |
| Phạm Hoàng Thu Uyên    | 25   | 601 | 1,66 m | Hải Phòng          | Top 16                     | Top 15 de Miss Vietnam Fotogénica 2017 Top 18 de Miss Universo Vietnam 2023 |
| Vũ Thúy Quỳnh          | 24   | 606 | 1,74 m | Điện Biên          | Top 10                     | Top 30 de Supermodelo Vietnamita 2018 Tercera finalista de The New Mentor 2023 Top 5 de Miss Cosmo Vietnam 2023 |
| Nguyễn Thị Phương Thảo | 25   | 686 | 1,70 m | Hanói              |                            | |
| Phan Ngọc Ngân         | 27   | 770 | 1,67 m | Tây Ninh           |                            | Top 6 en la 2.ª temporada de The Face Vietnam |
| Lê Thu Hòa             | 24   | 819 | 1,72 m | Ninh Binh          |                            | Top 60 de Miss Universo Vietnam 2019 |
| Trần Minh Quyên        | 28   | 822 | 1,70 m | Hanói              |                            | Top 40 de Miss Cosmo Vietnam 2023 |

### Top 71 preliminar
| Nombre                   | Edad | N.º | Altura | Ciudad natal       | Eliminación | Notas |
| ------------------------ | ---- | --- | ------ | ------------------ | ----------- | --- |
| Nguyễn Thanh Thanh       | 23   | 118 | 1,70 m | Tiền Giang         | Episodio 2  | Primera finalista en Miss Río Vam 2022 Top 40 de Miss Cosmo Vietnam 2023                                                                      |
| Lê Ngọc Phuơng Thảo      | 27   | 125 | 1,75 m | Bến Tre            | Episodio 2  | Top 16 en Miss Río Vam 2022 Top 40 de Miss Cosmo Vietnam 2023                                                                                 |
| Hoàng Thị Hải Hà         | 22   | 101 | 1,70 m | Nam Định           | Episodio 3  | |
| Phạm Thị Kim Vui         | 23   | 117 | 1,72 m | Đồng Nai           | Episodio 3  | |
| Nguyễn Thị Ngọc Tuyết    | 27   | 145 | 1,75 m | Nam Định           | Episodio 3  | Top 60 en Miss Vietnam 2020 No clasificó en Miss CosmoWorld 2022                                                                              |
| Huỳnh Minh Thiên Hương   | 26   | 243 | 1,69 m | Quảng Ngãi         | Episodio 3  | Top 45 en Miss Universo Vietnam 2019 Top 60 en Miss Ethnic Vietnam 2022                                                                       |
| Nguyễn Thu Hằng          | 24   | 859 | 1,67 m | Bắc Ninh           | Episodio 3  | |
| Hoàng Thị Thanh Dược     | 18   | 104 | 1,73 m | Nam Định           | Episodio 4  | |
| Phạm Thị Minh Huệ        | 23   | 242 | 1,80 m | Hải Dương          | Episodio 4  | Top 44 en Miss Grand Vietnam 2023 |
| Trần Hoàng Yến           | 26   | 130 | 1,68 m | Quảng Ninh         | Episodio 5  | |
| Nguyễn Trương Ánh Hồng   | 24   | 820 | 1,75 m | Tây Ninh           | Episodio 5  | |
| Bùi Thùy Nhiên           | 20   | 140 | 1,73 m | Vĩnh Long          | Episodio 6  | Primera finalista de Miss Región Sur de Vietnam 2022                                                                                          |
| Lê Thùy Linh             | 23   | 201 | 1,71 m | Thái Bình          | Episodio 6  | |
| Lưu Phương Anh           | 20   | 525 | 1,77 m | Hanói              | Episodio 6  | Top 10 de Miss Charm Vietnam 2023 |
| Nguyễn Đình Khánh Phương | 27   | 773 | 1,69 m | Khánh Hòa          | Episodio 6  | Segunda finalista de Miss Mar Vietnam 2016 Top 25 en Miss Supranacional 2017                                                                  |
| Hồ Nguyễn Quỳnh Anh      | 24   | 137 | 1,75 m | Hanói              | Episodio 7  | |
| Huỳnh Đào Diễm Trinh     | 24   | 237 | 1,75 m | Long An            | Episodio 7  | Top 10 en Miss Turismo Vietnam Global 2021 Top 60 en Miss Ethnic Vietnam 2022 Ganadora de Miss Río Vam 2022 Top 16 de Miss Cosmo Vietnam 2023 |
| Lê Thị Trúc Đào          | 28   | 310 | 1,73 m | Tiền Giang         | Episodio 7  | |
| Thạch Thu Thảo           | 21   | 321 | 1,77 m | Trà Vinh           | Episodio 7  | Ganadora de Miss Universidad South Can Tho 2021 Segunda finalista de Miss Ethnic Vietnam 2022 Top 20 en Miss Tierra 2022                      |
| Hồ Vương Linh            | 22   | 814 | 1,76 m | Lào Cai            | Episodio 7  | |
| Lê Như Thùy              | 23   | 120 | 1,68 m | Cần Thơ            | Episodio 8  | |
| Đặng Thị Hồng Anh        | 20   | 144 | 1,70 m | Hanói              | Episodio 8  | |
| Nguyễn Hoàng Yến         | 24   | 247 | 1,63 m | Quảng Ngãi         | Episodio 8  | |
| Hoàng Thùy Anh           | 23   | 324 | 1,75 m | Hanói              | Episodio 8  | Top 60 en Miss Vietnam 2020 Primera finalista de Miss Islas del Mar Vietnam 2022                                                              |
| Nguyễn Thị Thanh Thùy    | 27   | 857 | 1,65 m | Ciudad Ho Chi Minh | Episodio 8  | |
| Đàng Vương Huyền Trân    | 21   | 131 | 1,76 m | Ninh Thuận         | Episodio 9  | Top 30 en Miss Ethnic Vietnam 2022 |
| Vũ Thanh Phương          | 21   | 138 | 1,71 m | Bà Rịa-Vũng Tàu    | Episodio 9  | |
| Bùi Thị Linh             | 27   | 228 | 1,73 m | Thái Bình          | Episodio 9  | |
| Tô Mai Thùy Dương        | 26   | 303 | 1,68 m | Quảng Ngãi         | Episodio 9  | Primera finalista de Miss Región Central de Vietnam 2016 Top 40 en Miss Mundo Vietnam 2019                                                    |
| Nguyễn Hoàng Bảo Trân    | 21   | 609 | 1,68 m | Ciudad Ho Chi Minh | Episodio 9  | Top 40 de Miss Cosmo Vietnam 2023 |

## Jurado
El panel del jurado estuvo compuesto por:
- Võ Thị Xuân Trang - directora de la escuela John Robert Powers.
- Lê Diệp Linh - doctora en antropometría.
- Vũ Nguyễn Hà Anh - modelo, cantante y representó a Vietnam en Miss Tierra 2006.
- H'Hen Niê - Miss Universo Vietnam 2017 y Top 5 de Miss Universo 2018.
- Võ Hoàng Yến - modelo, primera finalista de Miss Universo Vietnam 2008 y representó a Vietnam en Miss Universo 2009.
- Vũ Thị Hoàng My - primera finalista de Miss Vietnam 2010, cineasta, modelo y representó a Vietnam en Miss Universo 2011 y Miss Mundo 2012.
- Vũ Thu Phương - empresaria y modelo.
- Natalie Glebova – Miss Universo 2005 from Canada.
- Catriona Gray - modelo, cantante, presentadora, Top 5 de Miss Mundo 2016y Miss Universo 2018 de Filipinas.
- Harnaaz Kaur Sandhu - Miss Universo 2021 de la India.